# Hérostratos
Hérostratos (nebo Hérostratés, Herostrates či latinizovaně Herostratus) z Efesu (starořecky Ἡρόστρατος) byl muž neznámého původu a postavení, který údajně v roce 356 př. n. l., aby se jeho jméno dostalo do historie, zapálil Artemidin chrám v Efesu. Za svůj čin byl odsouzen k trestu smrti a k odrazení následovníků bylo v Efesu pod trestem smrti zakázáno zmiňovat jeho jméno. I přes tuto damnatio memoriae se o události zmínil a jméno uvedl historik a rétor Theopompos z Chiu: Hérostratos se tak stal světoznámým, jak si přál.

## Herostratovský čin
Hérostratův čin se stal frazémem (herostratovský čin) a námětem řady úvah a uměleckých děl. Kupříkladu Jean-Paul Sartre napsal povídku Herostrates (Erostratus), která je součástí sbírky Zeď, Ernest Reyer roku 1862 operu Erostrate, Georg Heym báseň Der Wahnsinn des Herostrat a Juan Hidalgo de Polanco operu Celos aun del aire matan (libreto Pedro Calderón).
Grigorij Izrailevič Gorin napsal divadelní hru Zapomeňte na Hérostrata!, která byla uvedena v českém prostředí v divadle (například Městská divadla pražská 1975, Východočeské divadlo v Pardubicích 1977-1978) i jako rozhlasová dramatizace v Českém rozhlasu.
V psychologii se používá termínu herostratismus pro chorobnou touhu stát se za každou cenu slavným.